# Ксантип (спартанец)
Ксантип е древногръцки военачалник от III в. пр.н.е., родом от Лакедемон. Като наемник взема участие в Първата пуническа война на страната на Картаген. След няколко поражения от римляните, нахлули в Северна Африка (по-точно, в днешен Тунис), през 256 г. пр.н.е. картагенците поверяват командването на Ксантип. През следващата година посреща армията на консула Регул при Тунис (древен град на подстъпите на Картаген). С тактически нововъведения Ксантип неутрализира превъзходството на римската пехота и я разгромява с помощта на бойни слонове и по-добрата картагенска конница. Скоро след тази битка Ксантип напуска Картаген. Според някои древни летописци на път към родината си той търпи корабокрушение и загива, а според други се завръща благополучно в Елада и през 245 г. пр.н.е. служи отново като наемник, но този път в Египет.
С победата на Ксантип при Тунис непосредствената заплаха за Картаген е отстранена, римляните се оттеглят от Африка. Бойните действия продължават още 14 години по море и в Сицилия и завършват през 241 г. пр.н.е. с победа за Рим.